# Liste des musées du Lancashire
Cette liste des musées du Lancashire, Angleterre contient des musées qui sont définis dans ce contexte comme des institutions (y compris des organismes sans but lucratif, des entités gouvernementales et des entreprises privées) qui recueillent et soignent des objets d'intérêt culturel, artistique, scientifique ou historique. leurs collections ou expositions connexes disponibles pour la consultation publique. Sont également inclus les galeries d'art à but non lucratif et les galeries d'art universitaires. Les musées virtuels ne sont pas inclus.

## Musées
| Nom                                                      | Image | Ville/City      | District              | Type              | Résume |
| -------------------------------------------------------- | ----- | --------------- | --------------------- | ----------------- | --- |
| Astley Hall Museum and Art Gallery                       |       | Chorley         | Chorley               | Multiple          | Maison historique avec des expositions sur l'histoire locale, galerie d'art, salles d'époque |
| Bacup Natural History Society Museum                     |       | Bacup           | Rossendale            | Local             | website, histoire locale, culture |
| Bancroft Mill Engine                                     |       | Barnoldswick    | Pendle                | Technologie       | Moteur à vapeur fonctionnant dans une usine textile |
| Blackburn Museum and Art Gallery                         |       | Blackburn       | Blackburn with Darwen | Multiple          | Histoire locale et sociale, beaux-arts, arts décoratifs, culture sud-asiatique, collection de coléoptères , industrie textile |
| British Commercial Vehicle Museum                        |       | Leyland         | South Ribble          | Transport         | Automobiles, autobus, camions |
| British In India Museum                                  |       | Nelson          | Pendle                | Histoire          | information, histoire des Britanniques en Inde, comprend des photographies, des uniformes, des épées, des soldats modèles, des peintures, des insignes de casquette de l'armée indienne et des macarons                                                                                      |
| Brooks Collectables Toy Museum                           |       | Blackpool       | Blackpool             | Jouet             | website, YouTube article, modèles réduits de voitures et de véhicules miniatures, jouets, trains miniatures, appareils photo, soldats de plomb |
| Carnforth Station Heritage Centre                        |       | Carnforth       | City of Lancaster     | Local             | « website »(Archive.org • Wikiwix • Archive.is • Google • Que faire ?), histoire locale, patrimoine ferroviaire de la région, situé dans la gare de Carnforth |
| Chapel Gallery                                           |       | Ormskirk        | West Lancashire       | Art               | website, galerie d'art publique locale, art contemporain et artisanat du Royaume-Uni |
| Clitheroe Castle                                         |       | Clitheroe       | Ribble Valley         | Multiple          | Motte castrale du XIIe siècle avec musée d'histoire locale et sociale, d'art, d'histoire du château, de géologie, d'archéologie, d'histoire naturelle, du folklore et de l'industrie |
| Colne Heritage Centre                                    |       | Colne           | Pendle                | Local             | information, histoire locale |
| Cottage Museum                                           |       | Lancaster       | City of Lancaster     | Maison historique | website, chalet d'époque victorienne |
| Fleetwood Museum                                         |       | Fleetwood       | Wyre                  | Local             | Histoire locale, culture, patrimoine maritime, industrie de la pêche |
| Fylde Gallery                                            |       | Lytham          | Fylde                 | Art               | information, Friends site, local art collection and exhibits gallery, located in Booths Supermarket |
| Gawthorpe Hall                                           |       | Padiham         | Burnley               | Maison historique | Exploité par le National Trust, maison élisabéthaine avec intérieurs du XIXe siècle, collection internationale de travaux d'aiguille, de dentelles et de costumes |
| Grundy Art Gallery                                       |       | Blackpool       | Blackpool             | Art               | Les expositions d'art contemporain, les collections comprennent des huiles et des aquarelles de l'époque victorienne, des peintures britanniques modernes, des estampes contemporaines, des bijoux, des ivoires asiatiques, des céramiques, des photographies et des souvenirs de Blackpool. |
| Harris Museum, Art Gallery & Preston Free Public Library |       | Preston         | Preston               | Multiple          | Histoire locale, archéologie, beaux-arts, arts décoratifs, y compris la céramique et le verre, costumes, bouteilles de parfum |
| Haworth Art Gallery                                      |       | Accrington      | Hyndburn              | Art               | Collection de Verre Tiffany Art Nouveau |
| Helmshore Mills Textile Museum                           |       | Helmshore       | Rossendale            | Industrie         | Anciennes usines de textile pour la laine puis le tissu |
| Heysham Heritage Centre                                  |       | Heysham         | City of Lancaster     | Local             | website, histoire locale, situé dans une longue maison du XVIIe siècle |
| Hoghton Tower                                            |       | Hoghton         | Chorley               | Maison historique | Manoir fortifié Tudor, doté d'une salle de banquet aménagée, de meubles d'époque et d'une collection de maisons de poupées |
| Judges Lodgings, Lancaster                               |       | Lancaster       | City of Lancaster     | Maison historique | Située à côté du Lancaster Castle, maison géorgienne avec des meubles Gillow exposés dans des décors de salles de la période Regency, des œuvres d'art et le musée de l'enfance avec des jouets, des poupées, des jeux et des jouets du XVIIIe siècle à nos jours                            |
| King's Own Royal Regiment Museum                         |       | Lancaster       | City of Lancaster     | Militaire         | Situé dans le Lancaster City Museum |
| Lancashire Infantry Museum                               |       | Preston         | Preston               | Militaire         | Situé à Fulwood, histoire du régiment et souvenirs |
| Lancaster Castle                                         |       | Lancaster       | City of Lancaster     | Histoire          | Château médiéval, cour et prison |
| Lancaster City Museum                                    |       | Lancaster       | City of Lancaster     | Local             | Histoire de la ville, histoire sociale, King's Own Royal Regiment Museum, beaux-arts |
| Lancaster Maritime Museum                                |       | Lancaster       | City of Lancaster     | Maritime          | Construction navale, commerce portuaire, commerce marchand, pêche, histoire naturelle et sociale de la baie, ports locaux |
| Leighton Hall                                            |       | Yealand Conyers | City of Lancaster     | Maison historique | Maison géorgienne du XVIIIe siècle avec extérieur gothique du XIXe siècle, meubles Gillow, jardins |
| Lytham Hall                                              |       | Lytham          | Fylde                 | Maison historique | Une maison de campagne géorgienne du XVIIIe siècle et un parc de 24 hectares |
| Lytham Heritage Centre                                   |       | Lytham          | Fylde                 | Local             | website, histoire locale et expositions d'art, exploité par Lytham Heritage Group |
| Lytham Windmill Museum                                   |       | Lytham          | Fylde                 | Mill              | Moulin à vent du XIXe siècle avec expositions sur le moulin, les meuniers, l'histoire et la culture locales |
| Museum of Lancashire                                     |       | Preston         | Preston               | Histoire          | Histoire du comté, culture, vie pendant la Seconde Guerre mondiale , histoire militaire |
| Pendle Heritage Centre                                   |       | Barrowford      | Pendle                | Local             | Histoire locale et sociale, culture, art, centre d'accueil |
| Peter Scott Gallery                                      |       | Lancaster       | City of Lancaster     | Art               | website, galerie d’ art de l’Institute for The Contemporary Arts Lancaster University, dont les collections comprennent l’art du XXe siècle, les œuvres de la Tile and Pottery Company de Pilkington, l’art chinois et japonais, et les antiquités                                           |
| Platform Gallery                                         |       | Clitheroe       | Ribble Valley         | Art               | website, galerie d'artisanat contemporain |
| Queen Street Mill Textile Museum                         |       | Burnley         | Burnley               | Industrie         | Métier à vapeur opérationnel du XIXe siècle |
| Ribble Discovery Centre                                  |       | Lytham          | Fylde                 | Histoire naturel  | website, écologie et l'histoire naturelle des Ribble and Alt Estuaries, géré par la Royal Society for the Protection of Birds |
| Ribble Steam Railway                                     |       | Preston         | Preston               | Rail              | Chemin de fer du patrimoine, musée ouvert les jours ouvrables |
| Ribchester Roman Museum                                  |       | Ribchester      | Ribble Valley         | Archéologie       | website, Histoire et artefacts romano-britanniques |
| Ripley's Believe It or Not!#United Kingdom               |       | Blackpool       | Blackpool             | Amusement         | Situé à Pleasure Beach, Blackpool |
| Rufford Old Hall                                         |       | Rufford         | West Lancashire       | Maison historique | Géré par le the National Trust, la grande salle Tudor du XVIe siècle où le jeune William Shakespeare a joué une fois; collections de meubles, d'armes, d'armures et de tapisseries; jardins                                                                                                  |
| Ruskin Library                                           |       | Lancaster       | City of Lancaster     | Biographie        | Une partie de l' University of Lancaster, expose collections de tableaux, livres, manuscrits et photographies concernant l'écrivain et artiste victorien John Ruskin |
| Samlesbury Hall                                          |       | Samlesbury      | South Ribble          | Maison historique | Manoir médiéval restauré |
| South Ribble Museum and Exhibition Centre                |       | Leyland         | South Ribble          | Local             | website, histoire locale, culture, expositions d'art, industries du textile, du caoutchouc et de l'automobile |
| Towneley Hall                                            |       | Burnley         | Burnley               | Multiple          | Les expositions comprennent l’histoire naturelle, l’égyptologie, l’histoire locale, les textiles, les arts décoratifs et le mobilier régional, ainsi qu’une galerie d’art. |
| Turton Tower                                             |       | Chapeltown      | Blackburn with Darwen | Maison historique | Maison Tudor reflétant les ères Tudor et Victorienne |
| Weaver's Cottage                                         |       | Rawtenstall     | Rossendale            | Maison historique | website, maison de tisserand du XVIIIe siècle avec métiers à tisser et cuisine victorienne, gérée par le Rossendale Civic Trust |
| Weavers' Triangle                                        |       | Burnley         | Burnley               | Industrie         | Comprend le centre d'accueil avec une salle de classe victorienne et l'habitation du tisserand, un poste de péage sur le canal et la salle des machines de Oak Mount Mill |
| The Whitaker                                             |       | Rawtenstall     | Rossendale            | Multiple          | website, histoire locale, beaux-arts, histoire naturelle, salles de l'époque victorienne, mode et mobilier, expositions d'art; anciennement le Rossendale Museum & Art Gallery |
| Whitworth Museum                                         |       | Whitworth       | Rossendale            | Local             | website, histoire locale, géré par la Whitworth Historical Society |
| Woodend Mining Museum                                    |       | Reedley Hallows | Pendle                | Mine              | website, information, area extraction de charbon |
| Yorkshire Dales Mining Museum - Earby                    |       | Earby           | Pendle                | Mine              | website, artéfacts miniers en plomb |

## Musées fermées
- Lewis Textile Museum, Blackburn, fermé en 2006, les collections font maintenant partie de Cottontown au Blackburn Museum and Art Gallery
- Mid Pennine Gallery, Burnley, fermée en 2010[1]
- National Football Museum, Preston, fermé en 2010 et rouvrira ses portes en 2011 à Manchester
- Steamtown Carnforth, Carnforth, fermé en 1997[2],[3]